# Пирогово (Калужская область)
Пирогово — деревня в Малоярославецком муниципальном районе Калужской области. Входит в сельское поселение «Село Ильинское».

## География
Расположена на берегу реки Лужа, рядом деревня Мосолово.

## История
В XVIII веке сельцо Пирогово Боровского уезда разных владельцев.

## Население
| 2002 | 2010 |
| ---- | ---- |
| 27   | ↘22  |